# Аліварді-хан
Аліварді-хан (10 травня 1671 — 9 квітня 1756) — наваб Бенгалії, Біхару й Орісси у 1740—1756 роках.

## Життєпис
Батько майбутнього наваба служив у Мухаммада Азам Шаха, який також найняв і його синів. Утім після смерті імператора родина сильно збідніла. Мухаммаду Алі вдалось влаштуватись на службу до субадара Орісси, Шуджі-уд-Діна. Коли останній зайняв пост наваба, кар'єрні можливості молодого Мухаммада Алі значно виросли. 1728 року він отримав пост фаудждара (місцевого правителя) Раджмахала, а також ім'я Аліварді-хана. 1733 був призначений на посаду назіма Біхару.
На той час наваб Сарфараз-хан самоусунувся від державних справ, що призвело до посилення впливу Аліварді-хана, а згодом — до поразки Сарфараз-хана у збройному конфлікті і вступу Аліварді-хана на посту наваба Бенгалії й Біхару. 1741 року він узяв під свій контроль і Оріссу.
Період його правління був досить войовничим. Упродовж 16 років володарювання він переймався передусім військовими питаннями. Окрім того, він придушив повстання афганців, які намагались захопити Біхар. Разом з тим, наприкінці свого правління Аліварді-хан розпочав переоблаштування й відновлення своїх володінь.